# 前355年
| 千纪： | 前1千纪 |
| 世纪： | 前5世纪 \| 前4世纪 \| 前3世纪 |
| 年代： | 前380年代 \| 前370年代 \| 前360年代 \| 前350年代 \| 前340年代 \| 前330年代 \| 前320年代                                                                                             |
| 年份： | 前360年 \| 前359年 \| 前358年 \| 前357年 \| 前356年 \| 前355年 \| 前354年 \| 前353年 \| 前352年 \| 前351年 \| 前350年                                                               |
| 纪年： | 周顯王十四年 魯共公二十八年 齊威王二年 晉靜公二年 趙成侯二十年 魏惠王十五年 韓昭侯八年 秦孝公七年 楚宣王十五年 宋剔成君十五年 衛成侯七年 燕後文公七年 越王無顓六年 中山桓公二十六年 |

## 大事记
- 齊威王、魏惠王會於田之郊。
- 秦孝公、魏惠王會於杜平。
- 魯共公薨，子魯康公毛立。

## 逝世
- 鲁共公，战国时期鲁国君主。
- 色诺芬，古希腊历史学家。